# La Femme de Singapour
Pour plus de détails, voir Fiche technique et Distribution.
La Femme de Singapour (titre original : Singapore Woman) est film américain, réalisé par Jean Negulesco, sorti en 1941. 
Le film a pour principaux interprètes Brenda Marshall et David Bruce.

## Fiche technique
- Titre : La Femme de Singapour
- Titre original : Singapore Woman
- Réalisation : Jean Negulesco
- Scénario : Everett Dod
- Musique : Adolph Deutsch
- Pays d'origine :  États-Unis
- Langue : Anglais
- Genre : Film dramatique

## Distribution
- Brenda Marshall : Vicki Moore
- David Bruce : David Ritchie
- Virginie Domaine : Claire Weston
- Jerome Cowan : Jim, Nord
- Rose Hobart : Alice Nord
- Richard Ainley : John Wetherby
- Connie : Leon Suwa